# 구레의 노래
《구레의 노래》(Gurrelieder)는 아르놀트 쇤베르크가 1910년에 작곡을 완성한 커다란 오라토리오다.

## 악기 편성
- 목관악기: 피콜로4(제5~8플루트를 같이 연주), 플루트4, 오보에3, 잉글리시 호른2(제4~5오보에를 같이 연주), 클라리넷(내림 나, 가)3, 내림 마조 클라리넷2(제4~5 가조 클라리넷을 같이 연주), 베이스 클라리넷2(제6~7 가조 클라리넷을 같이 연주), 바순3, 콘트라바순2
- 금관악기: 호른10(제7~10호른은 내림 나조와 바조 바그너 튜바를 같이 연주함), 트럼펫7(바&내림 나&다-6, 베이스(내림 마)1), 트롬본7(테너4, 알토1, 베이스1, 콘트라베이스1), 튜바
- 타악기: 팀파니6, 테너 드럼, 작은북, 큰북, 심벌즈, 트라이앵글, 래칫, 큰 철제 체인, 탐탐, 글로켄슈필, 실로폰
- 건반악기: 첼레스타
- 현악기: 하프4, 제1바이올린20, 제2바이올린20, 비올라16, 첼로16, 더블베이스12
- 성악
  - 해설자
  - 독창: 소프라노1, 메조소프라노1, 테너2, 베이스-바리톤
  - 합창: 3~4부의 남성 합창, 8부의 혼성 합창